# (224693) Morganfreeman
(224693) Morganfreeman est un astéroïde de la ceinture principale.

## Description
(224693) Morganfreeman est un astéroïde de la ceinture principale. Il fut découvert le 21 janvier 2006 à Vallemare Borbona par Vincenzo Silvano Casulli. Il présente une orbite caractérisée par un demi-grand axe de 3,08 UA, une excentricité de 0,10 et une inclinaison de 8,1° par rapport à l'écliptique.
Il est nommé d'après l'acteur américain Morgan Freeman.

## Compléments